# الحرب (ألبوم)
الحرب (بالإنجليزية: The War)‏ هو ألبوم استوديو للفرقة الغنائية إكسو تم إصداره مع الأغنية الرئيسية «كوكوبوب» في 18 يوليو 2017.
قام الألبوم فور إصداره بتحطيم العديد من الأرقام القياسية فقد كان إجمالي الطلبات المسبقة للألبوم أكثر من 800 ألف والذي كسر رقم إكسو بألبومهم اكزاكت والذي كان يعادل 660 ألف وبذلك أصبح الحرب هو الألبوم الأكثر طلبًا في تاريخ الكيبوب، كما أصبح أول ألبوم يترسم على مخطط قاون للموسيقى بأكثر من 800 ألف نسخة.
وقد أصبح الحرب أيضًا الألبوم الأسرع مبيعًا في تاريخ الكيبوب فقد باع في اليوم الأول حوالي 227 ألف، وباع أكثر من 600 ألف في الأسبوع الأول، وأصبح أسرع ألبوم مبيعًا في الأسبوع الأول، كما استطاع بيع مليون نسخة في 24 يوم فقط متصدرًا على ألبوم «اكزاكت»، وحقق المليونية الرباعية للفرقة فقد أصبح رابع ألبوم لإكسو يبيع مليون نسخة على التوالي.
بالإضافة إلى أنه تصدر مخططات «بيلبورد وورلد ألبوم» لأسبوعين متتالين و «مخطط غاون للموسيقى» لأكثر من 3 أسابيع متتالية، ودخل في بيلبورد 200 في الرقم 87، وأصبح أفضل ألبوم مبيعًا في مخطط آي تيونز وأصبح في المركز الأول على آي تيونز 52 دولة، كما ‌احتلت «كوكوبوب» الأغنية الرئيسية للألبوم المراكز الأولى في التوب 20 على مخطط Alibaba وجميع أغاني ألبوم الحرب كانت موجودة في القائمة،‌ كما حقق «ال كيل» في مخطط ميلون الموسيقي للعديد من المرات في وقت قصير جدًا وقام بتحطيم المخططات الموسيقية الكورية وقناة إس إم إنترتينمنت على اليوتيوب، وحصل ألبوم الحرب على أكبر عدد إعجابات على مخطط ميلون الموسيقي في التاريخ فلم يحققها أي ألبوم أو فرقة من قبل، كما قد حصل على أكثر من 438 تحميل على «مخطط غاون للموسيقى».
كما استطاعت «كوكوبوب» الحفاظ على مركزها الأول في مخطط ميلون الموسيقي ل 135 ساعة متواصلة وللأسف لم تستطع كسر رقم «مونستر» الأغنية الرئيسية لألبوم «اكزاكت» والتي حافظت على مركزها الأول ل 144 ساعة متواصلة، وكان ذلك بسبب نزولها للمركز الثاني لفترة قصيرة جدًا فقط وعادت لتحتل المركز الأول من جديد.+البوم حطم الارقام قياسية لم يفعل أي فرقة من قبل بللاضافة الي أغنية باور التي سمعها أكثر من 5بليون شخص من حول العالم وبذلك أصبحت أول فرقة كورية تفعل ذلك علي الإطلاق.
أغاني الألبوم الرابع لإكسو "The War" أو «الحرب»
يحتوي الألبوم على 9 أغاني وهي: 
- 1. The Eve
- 2. Ko Ko Bop (الأغنية الرئيسية)
- 3. ?What U Do
- 4. Forever
- 5. Diamond
- 6. Touch It
- 7. Chill
- 8. Walk on Memories
- 9. Going Crazy

## وصلات خارجية
- الحرب على موقع أول موفي (الإنجليزية)